# Calle Gil de Jaz
La calle Gil de Jaz es una vía pública de la ciudad española de Oviedo.

## Descripción
La vía discurre desde la calle Uría hasta Asturias, donde entronca con Marqués de Teverga. Tiene cruces con Marqués de Pidal, Ventura Rodríguez, General Yagüe y Arquitecto Reguera. Honra con el nombre a Isidoro Gil de Jaz (c. 1703-1765), jurista, regente de la Audiencia de Asturias. Se encuentra en la vía el Antiguo Hospicio de Oviedo, fundado en el siglo XVIII por orden del propio Gil de Jaz. Aparece descrita en El libro de Oviedo (1887) de Fermín Canella y Secades con las siguientes palabras:

Regente Jaz.—Por acuerdo municipal de 1887 en honor del Sr. D. Isidoro Gil de Jaz, regente de la Audiencia, fundador del Hospicio provincial y magistrado celosísimo del progreso de Asturias.—Ent.: Uría.—Conc.: Asturias.
(Canella y Secades, 1887, p. 121)